# José Inácio da Silva Pinto
José Inácio da Silva Pinto, segundo barão de São José (Rio de Janeiro, 1810 — Campos, 27 de agosto de 1886), foi um nobre brasileiro, fazendeiro, senhor de engenho.
Filho de João da Silva Pinto e de Teresa Lauriana Peçanha; casou-se com Jordiana Francisca de Miranda. Foi pai de Júlio de Miranda e Silva, barão de Miranda.
Agraciado com título de barão em 11 de outubro de 1876.